# Alanzinho
Alan Carlos Gomes da Costa, född 22 februari 1983 i Flamengo, Rio de Janeiro, är en brasiliansk före detta fotbollsspelare (mittfältare). Han är mest känd under smeknamnet Alanzinho. 
Han spelade under sin karriär bland annat för CR Flamengo, América (RJ) och Stabæk.  

## Karriären

### Stabæk
Han spelade en viktig roll för Stabæk under den vinnande säsongen 2008, han vann NISO:s pris för årets spelare, en tilldelning där varje liga spelare röstade och Kniksenpriset för bästa mittfältare. Han var också på toppen av spelarbörsen i både VG och Dagbladet, Norges två största tidningar. 
Han har varit kopplad till andra klubbar i hela den europeiska kontinenten, men den 15 maj 2008, skrev Alanzinho på ett treårskontrakt med Stabæk.

## Meriter
- Kniksenprisen: 
  - Årets mittfältare 2007, 2008

- NISO Årets spelare: 2008